# Валеологія
Валеоло́гія (лат. valeo — «бути здоровим, сильним, міцним») — напрямок альтернативної медицини, що вивчає формування, збереження та зміцнення здоров'я окремої людини стосовно її духовного, психічного, фізичного та соціального стану. Не має статусу офіційної науки станом на 2017 рік.
Основою валеолічної теорії та практики є розгляд організму як багаторівневої біоенергоінформаційної системи, а здоров'я — як інтеграл багаторівневого поняття. Холістичний (цілісний) підхід до людини — безумовний принцип досягнення ефекту.
У рамках школи валеологів розглядається поняття валеології, як «вчення про здоров'я», окреме від гігієни та клінічної медицини.

## Історія
Термін «валеологія» започаткував радянський лікар, доктор медичних наук, вчений-фармаколог, професор Ізраїль Брехман у 1980 році. Вчений означив валеологію як комплексну науку про здоров'я людини. Монографії Брехмана: «Людина і біологічно активні речовини» (1980), «Валеологія — наука про здоров'я» (1990).
Наказом Міністерства охорони здоров'я та Академії медичних наук України від 31.03.97 N 100/12 створена проблемна комісія «Санологія та валеологія».
З 2000 року номенклатура лікарських спеціальностей доповнена лікарем-санологом. Почав впроваджуватися курс валеології в загальноосвітніх школах України.

### Термін «здоров'я»
Термін «здоров'я» запроваджений ВООЗ у 1948 році як «стан повноцінного фізичного, психічного та соціального благополуччя, а не лише відсутність хвороб або фізичних дефектів».

## Теоретичні основи
Валеологія синтезує знання про людину та особливості її взаємодії з природою і соціумом, які накопичені в таких галузях знань, як філософія, соціологія, психологія, біологія, анатомія і фізіологія людини, екологія, традиційна і народна медицина, етнографія, релігієзнавство, культура тощо. У практично-прикладному відношенні — це цілісний комплекс профілактично-оздоровчих знань про структуру та функціонування людського організму, його природних захисних механізмів у взаємодії з біосферою і космосом, про їхній розвиток і вдосконалення, їхнє ефективне використання як у звичайних, так і в екстремальних умовах сучасного екологічного стану.
Об'єкт валеології — людина, що перебуває в усьому діапазоні здоров'я (здорова, «третій стан», хвора).
Предмет дослідження валеології — здоров'я, включаючи його соціальні (суспільні), групові, індивідуальні аспекти.
Валелогія охоплює вивчення психосоматичного функціонального стану людини з урахуванням усієї складності та різноманіття біологічних, соціально-економічних, екологічних, морально-етичних, побутових, професійних, суспільно-політичних та інших умов життєдіяльності.
На думку Геннадія Апанасенка, фармакологічна та медична валеологія (санологія) є частиною превентивної медицини.

### Мета і завдання
Збереження і зміцнення здоров'я молоді, шляхом формування валеологічного світогляду, виховання свідомого та дбайливого ставлення до власного здоров'я, як головної умови всебічної реалізації творчого і фізичного потенціалу особистості.
Завдання валеології:
1. підвищення рівня здоров'я, поліпшення якості життя і соціальної адаптації індивіда шляхом корекції;
2. вивчення закономірностей формування індивідуального здоров'я та умов його збереження і зміцнення;
3. формування нового ненасильницького і духовно-творчого мислення;
4. формування здорової, активної, творчої людини, здатної впродовж всього життя самостійно зберігати, розвивати і підтримувати своє здоров'я на належному рівні.

### Засоби валеології
До засобів валеології відносять: діагностика рівня здоров'я; прогнозування здоров'я; формування оздоровчих програм; збереження та зміцнення здоров'я з використанням медичних і парамедичних технологій

### Складові частини
1. валеософія (філософія здоров'я, або мудрість здоров'я)
2. валеометрія (вимірювання здоров'я)
3. валеопрактика (оздоровлення організму)[джерело?]

## Різновиди валеології
На сучасному етапі розрізняють валеологію: загальну, медичну, педагогічну, вікову, професійну, спеціальну, сімейну, екологічну, соціальну, фармакологічну. Основними видами, які мають найбільше застосування є:

### Медична валеологія (санологія)[джерело?]
В медичній валеології використовується системний підхід до формування, збереження, зміцнення здоров'я здорової людини переважно немедикаментозними засобами. Застосовуються сучасні досягнення науки щодо управління за допомогою етіотропної, патогенної та симптоматичної терапії та саногенетичного лікування.

### Фармацевтична валеологія
Напрямок валеології, який визначає аспекти раціонального використання лікарських препаратів людиною для збереження і зміцнення здоров'я в рамках первинної та вторинної профілактики (наприклад: вітаміни, макро- та мікроелементи, антиоксиданти, вакцини, косметичні препарати).

## Критика
Біолог, професор кафедри зоології Київського університету Юрій Вервес критикує шкільні підручники з валеології, як такі, що «з точки зору збереження та покращення фізичного здоров'я … не можуть принести нічого, крім шкоди». На його думку, вони містять «небезпечні поради щодо голодування, йогівських вправ, лазень, ополонок тощо, і виховання недовіри до наукової медицини, заклики до самолікування».
На думку філософа Райхерта К.В та фізика Єжова С. М. є псевдонаукою: «присутні як елементи, що можуть бути прийняті доказовою наукою, так і положення, які приймаються їхніми прихильниками без доказів».

## В Україні
Наказом Міністерства охорони здоров'я та Академії медичних наук України від 31.03.97 N 100/12 створена проблемна комісія «Санологія та валеологія».
З 2000 року номенклатура лікарських спеціальностей доповнена лікарем-санологом, почав впроваджуватися курс валеології в загальноосвітніх школах України.
Завдяки діяльності професора, доктора медичних наук Г. Л. Апанасенка, було створено Кафедру спортивної медицини і санології (медичної валеології)[джерело?] при Київській медичній академії післядипломної освіти їм. П. Л. Шупика, в перелік лікарських спеціальностей введено спеціальність лікар-санолог. Відбувається підготовка лікарів спеціалістів в галузі індивідуального здоров'я за фахом лікар-санолог.
У вишах:
- Львівський державний університет фізичної культури імені Івана Боберського — з 2008 по 2018 рік Кафедра валеології та спортивної медицини, станом на 2021 — Кафедра Спортивної медицини, здоров'я людини[13].
- Харківський національний університет імені В. Н. Каразіна — Кафедра валеології (1999)[14].
- Університет Григорія Сковороди — Кафедра медико-біологічних дисциплін і валеології (1998)[15].
- Національний педагогічний університет імені М. П. Драгоманова — Кафедра медико-біологічних та валеологічних основ охорони життя і здоров'я (2004)[16].
- Одеський національний медичний університет — Кафедра фізичної реабілітації, спортивної медицини, фізичного виховання та валеології[17].
- Одеський національний університет імені І. І. Мечникова — Кафедра фізіології, здоров'я і безпеки людини та природничої освіти (2022)[18].
- Дніпровський державний медичний університет — Кафедра фізичної реабілітації, спортивної медицини та валеології[19].
- Хмельницька гуманітарно-педагогічна академія — Кафедра туризму, теорії і методики фізичної культури та валеології[20].

### Відео
- Обурлива псевдонаука в українських ВНЗ - Клятий раціоналіст про валеологію на YouTube 2019, ~35"